# ویرو-نیگولا
ویرو-نیگولا (به لاتین: Viru-Nigula) یک منطقهٔ مسکونی در استونی است که در دهستان ویرو-نیگولا واقع شده‌است. ویرو-نیگولا ۳۳۶ نفر جمعیت دارد.